# .sh
.sh е интернет домейн от първо ниво за Света Елена. Представен е през 1997 г. Администрира се от NIC.SH.

## Домейни от второ ниво
- co.sh
- com.sh
- org.sh
- gov.sh
- edu.sh
- net.sh
- nom.sh